# Namissiguima, Centre-Nord
Namissiguima là một tổng thuộc tỉnh Sanmatenga ở miền trung Burkina Faso. Thủ phủ là thị xã Namissiguima. Dân số năm 2006 là 9930 người.

## Các thị xã và làng xã
Balbou, Baskondo, Issao, Koglobaraogo, Koundibokin, Nawoubkiba, Nionranga, Pickoutenga–Peulh, Tamsin e Tansablougou.